# Maritime Safety and Security Team
Maritime Safety and Security Team o MSST és un equip antiterrorista de la Guàrdia de Costa dels Estats Units establert per protegir la zona marítima local. Vigilen la costa i també fora de les aigües, tenen un equip de seguretat que inclou la detecció i, si cal, pot parar o aturar bussos submergits, utilitzant el Sistema de Seguretat Portuària sota l'aigua .
MSSTs van ser creats sota la Llei de Seguretat del Transport Marítim de 2002 (MTSA) en resposta directa als atacs terroristes de l'11 de setembre del 2001, i són una part del United States Department of Homeland Security amb la fi de protegir els ports i les vies navegables dels Estats Units. MSSTs proporcionen una base a l'aigua i un gran nivell de protecció antiterrorista en terra per a enviaments estratègics, els vaixells d'alt interès, i les infraestructures crítiques. MSSTs són una força de resposta ràpida capaç de desplegar a totes les tropes per via aèria, terrestre o marítima per a canviar condicions d'amenaça i per l'evolució de La Seguretat Marítima Nacional (MHS). Tenen una gran capacitat multi-tasca, el que facilita el desenvolupament d'altres missions de la Guàrdia Costanera .
El personal de la MSST reben entrenaments avançats en vaixell i protecció anti-terrorista al Joint Maritime Training Center a Camp Lejeune, Carolina del Nord.
El 2007 MSST va passar a ser part dels nous guardacostes Deployable Operations Group (DOG).

## Missió

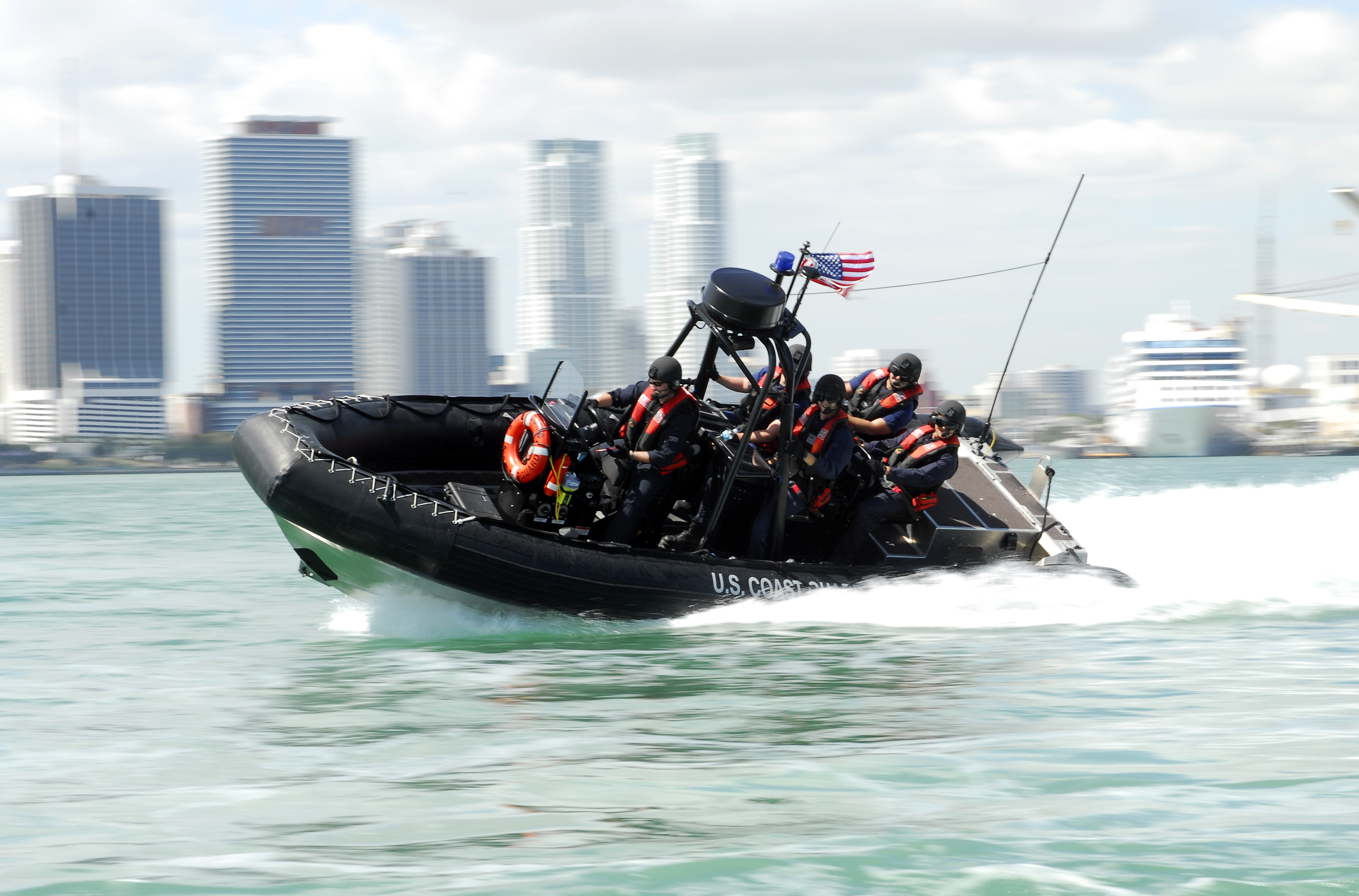
Una llanxa dels Coast Guard Maritime Safety and Security Team 91114 fa maniobres a gran velocitat durant una patrulla de seguretat al sud del Port de Miami.

Seguint el model de la Unitat de Seguretat Portuària (PSU) i l'aplicació de la llei LEDET, L'MSST proporciona una capacitat complementària dissenyada per tancar les bretxes de seguretat crítiques en els ports estratègics dels Estats Units. L'MSST compta amb personal per donar suport a les operacions policials contínues, tant en terra com a bord. A més: 
- Opera amb el personal per maximitzar l'eficàcia de l'execució de les operacions del Port, Vies d'aigua i seguretat costanera (PWCS) (fent complir les zones de seguretat, control d'embarcaments de l'Estat, la protecció de vaixells militars i grans esdeveniments marítims, augmenten la seguretat en terra amb les instal·lacions a línia de costa, detectors d'armes / agents d'ADM, i participen en exercicis antiterroristes a nivell de port).

- Participa en els events de la NSSE que requereixen la presència de la Guàrdia Costanera, com OpSail, Olimpíades, Convencions nacionals de demòcrates i conservadors, les principals catàstrofes naturals, o les operacions de salvament en el mar.
- Capacitats especialitzades per garantir l'acompliment de la missió (programa K-9, detectors de radiació, programa d'immersió, penetració vertical, sistemes d'engranatges d'embolics, armes no letals, etc.)
- Cutters altres vaixells de guerra per a la seguretat nacional i la seguretat dels ports,  drogues, l'entrada d'immigrants, o qualsevol altra missió de seguretat marítima.

## Capacitats
- Intervenció marítima
- Protecció anti-terrorista

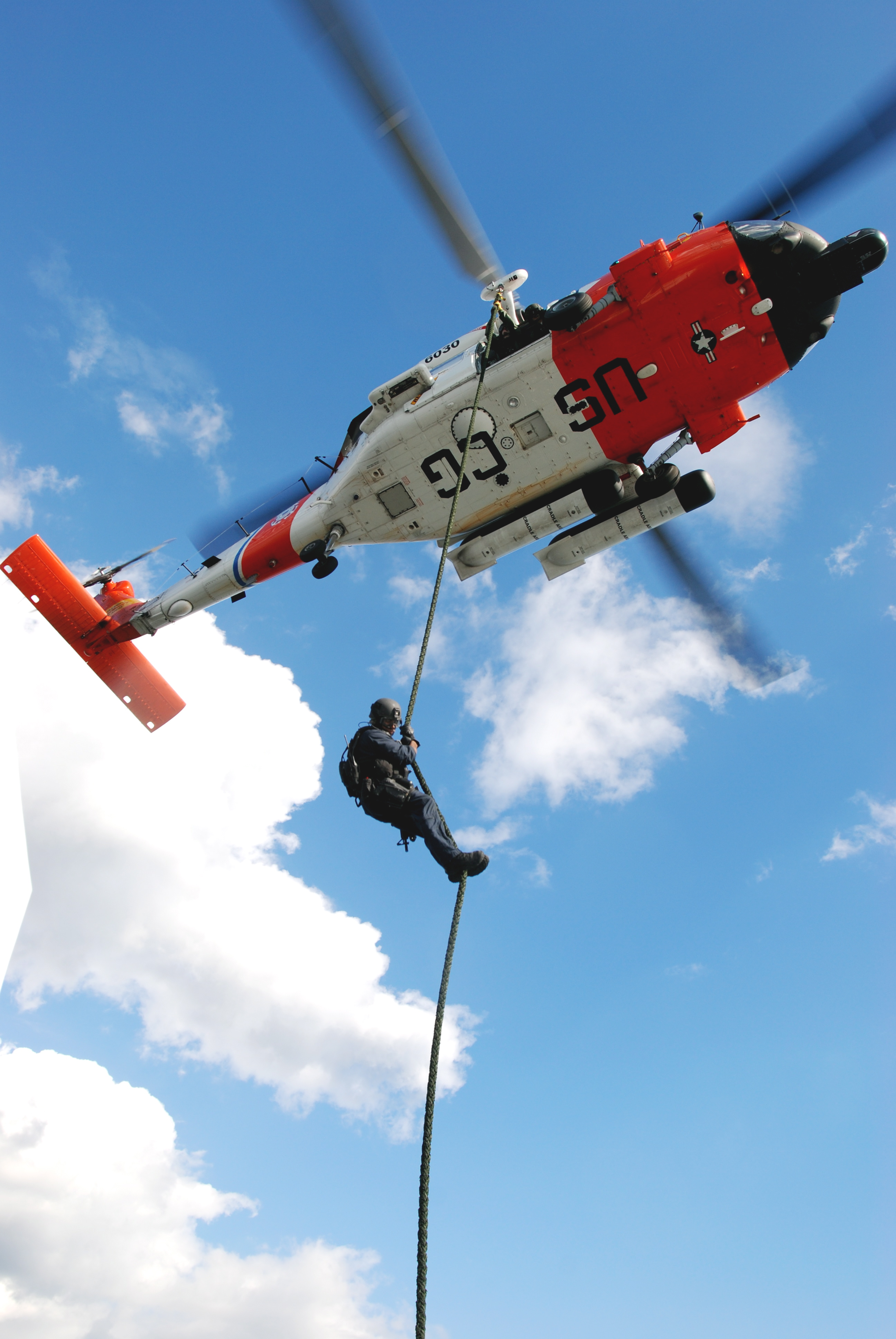
Membre de Maritime Safety and Security Team baixa des d'un helicòpter HH-60 Jayhawk.

- Detecció d'armes químiques, biològiques i radiològiques.
- Rescat en alta mar.
- Protecció anti-sabotatge.
- Protecció anti-submarinistes
- Canine Handling Teams (Explosive detection)
- Tactical Boat Operations
- Escalada operations[1][2]

## Bases
- MSST 91101 -- Seattle (Established 2002)
- MSST 91102 -- Chesapeake, Va. (Establerta el 2002. Fusionada amb TACLET North el 2004 per formar Enhanced Maritime Safety and Security Team - "EMSST" la qual, el 2006 va ser anomenada la Maritime Security Response Team - "MSRT;" (Unitats d'alt risc/Anti-terroristes)
- MSST 91103 -- Los Angeles/Long Beach (Establerta el 2002)
- MSST 91104 -- Houston/Galveston (Establerta el 2002)
- MSST 91105 -- San Francisco (Establerta el 2003)
- MSST 91106 -- Fort Wadsworth, Staten Island, NY (Establerta el 2003)
- MSST 91107 -- Honolulu, HI (Establerta el 2005)
- MSST 91108 -- St. Marys, Georgia (Naval Submarine Base Kings Bay) (Establerta el 2003)
- MSST 91109 -- San Diego, CA (Establerta el 2005)
- MSST 91110 -- Boston, MA (Establerta el 2003)
- MSST 91111 -- Anchorage, Alaska (Establerta el 2004) (Desmuntada el 2011)
- MSST 91112 -- Nova Orleans (Establerta el 2004)
- MSST 91114 -- Miami, FL (Establerta el 2005)

## Personal
Cada MSST té un personal actiu de 75 persones.